# Danh sách cầu thủ tham dự Cúp Vàng CONCACAF 2003
Đây là các đội hình tham gia Cúp Vàng CONCACAF 2003.

## Brasil(U-23)
Huấn luyện viên:  Ricardo Gomes
| 0#0 | Vị trí | Cầu thủ         | Ngày sinh và tuổi           | Câu lạc bộ        |
| --- | ------ | --------------- | --------------------------- | ----------------- |
| 1   | TM     | Heurelho Gomes  | 15 tháng 2, 1981 (22 tuổi)  | Cruzeiro          |
| 2   | HV     | Maicon          | 26 tháng 7, 1981 (21 tuổi)  | Cruzeiro          |
| 3   | HV     | Luisão          | 13 tháng 2, 1981 (22 tuổi)  | Cruzeiro          |
| 4   | HV     | Alex            | 17 tháng 6, 1982 (21 tuổi)  | Santos            |
| 5   | HV     | Adriano         | 26 tháng 10, 1984 (18 tuổi) | Coritiba          |
| 6   | TV     | Paulo Almeida   | 20 tháng 4, 1981 (22 tuổi)  | Santos            |
| 7   | TV     | Júlio Baptista  | 1 tháng 10, 1981 (21 tuổi)  | São Paulo         |
| 8   | TV     | Kaká            | 22 tháng 4, 1982 (21 tuổi)  | São Paulo         |
| 9   | TĐ     | Ewerthon        | 10 tháng 6, 1981 (22 tuổi)  | Borussia Dortmund |
| 10  | TV     | Diego           | 28 tháng 2, 1985 (18 tuổi)  | Santos            |
| 11  | TĐ     | Robinho         | 25 tháng 1, 1984 (19 tuổi)  | Santos            |
| 12  | TM     | Alexandre Negri | 27 tháng 3, 1981 (22 tuổi)  | Ponte Preta       |
| 13  | HV     | Coelho          | 22 tháng 3, 1983 (20 tuổi)  | Corinthians       |
| 14  | HV     | André Bahia     | 24 tháng 11, 1983 (19 tuổi) | Flamengo          |
| 15  | TĐ     | Nilmar          | 14 tháng 7, 1984 (18 tuổi)  | Internacional     |
| 16  | TĐ     | Nadson          | 30 tháng 1, 1982 (21 tuổi)  | Vitória           |
| 17  | TV     | Carlos Alberto  | 11 tháng 12, 1984 (18 tuổi) | Fluminense        |
| 18  | TV     | Thiago Motta    | 28 tháng 8, 1982 (20 tuổi)  | Barcelona         |

## Canada
Huấn luyện viên:  Holger Osieck
| 0#0 | Vị trí | Cầu thủ           | Ngày sinh và tuổi           | Câu lạc bộ           |
| --- | ------ | ----------------- | --------------------------- | -------------------- |
| 1   | TM     | Pat Onstad        | 13 tháng 1, 1968 (35 tuổi)  | San Jose Earthquakes |
| 2   | HV     | Paul Fenwick      | 25 tháng 8, 1969 (33 tuổi)  | Hibernian            |
| 3   | TV     | Richard Hastings  | 18 tháng 5, 1977 (26 tuổi)  | Grazer AK            |
| 4   | HV     | Nevio Pizzolito   | 26 tháng 8, 1976 (26 tuổi)  | Montreal Impact      |
| 5   | HV     | Jason DeVos       | 2 tháng 1, 1974 (29 tuổi)   | Wigan Athletic       |
| 6   | TV     | Jason Bent        | 8 tháng 3, 1977 (26 tuổi)   | Plymouth Argyle      |
| 7   | TV     | Paul Stalteri     | 18 tháng 10, 1977 (25 tuổi) | Werder Bremen        |
| 8   | TV     | Daniel Imhof      | 22 tháng 11, 1977 (25 tuổi) | St. Gallen           |
| 9   | TĐ     | Carlo Corazzin    | 25 tháng 12, 1971 (31 tuổi) | Cầu thủ tự do        |
| 10  | HV     | Kevin McKenna     | 21 tháng 1, 1980 (23 tuổi)  | Hearts               |
| 11  | TV     | Martin Nash       | 27 tháng 12, 1975 (27 tuổi) | Montreal Impact      |
| 12  | HV     | Nick Dasovic      | 5 tháng 12, 1968 (34 tuổi)  | Vancouver Whitecaps  |
| 13  | TV     | Davide Xausa      | 10 tháng 3, 1976 (27 tuổi)  | Livingston           |
| 14  | TV     | Atiba Hutchinson  | 8 tháng 2, 1983 (20 tuổi)   | Öster                |
| 15  | TV     | Maycoll Cañizalez | 28 tháng 12, 1982 (20 tuổi) | Werder Bremen        |
| 16  | HV     | Chris Pozniak     | 10 tháng 1, 1981 (22 tuổi)  | Örebro               |
| 17  | TV     | Iain Hume         | 30 tháng 10, 1983 (19 tuổi) | Tranmere Rovers      |
| 22  | TM     | Lars Hirschfeld   | 17 tháng 10, 1978 (24 tuổi) | Tottenham Hotspur    |

## Colombia
Huấn luyện viên:  Francisco Maturana
| 0#0 | Vị trí | Cầu thủ                    | Ngày sinh và tuổi           | Câu lạc bộ             |
| --- | ------ | -------------------------- | --------------------------- | ---------------------- |
| 1   | TM     | Faryd Aly Mondragón        | 21 tháng 6, 1971 (32 tuổi)  | Galatasaray            |
| 2   | HV     | Killian Eduardo Virviescas | 2 tháng 8, 1980 (22 tuổi)   | América de Cali        |
| 3   | HV     | Andrés Orozco              | 18 tháng 3, 1979 (24 tuổi)  | Racing Club            |
| 4   | HV     | Gerardo Vallejo            | 3 tháng 12, 1976 (26 tuổi)  | Deportivo Cali         |
| 5   | HV     | José Mera                  | 11 tháng 3, 1979 (24 tuổi)  | Deportivo Cali         |
| 6   | HV     | Luis Perea                 | 30 tháng 1, 1979 (24 tuổi)  | Independiente Medellín |
| 7   | TV     | Jairo Patiño               | 5 tháng 4, 1978 (25 tuổi)   | Deportivo Cali         |
| 8   | TV     | John Harold Lozano         | 30 tháng 3, 1972 (31 tuổi)  | Mallorca               |
| 9   | TĐ     | Julián Vásquez             | 5 tháng 9, 1972 (30 tuổi)   | América de Cali        |
| 10  | TV     | Giovanni Hernández         | 16 tháng 6, 1976 (27 tuổi)  | Deportivo Cali         |
| 11  | TV     | Elkin Murillo              | 20 tháng 9, 1977 (25 tuổi)  | Deportivo Cali         |
| 12  | TM     | Juan Carlos Henao          | 30 tháng 12, 1971 (31 tuổi) | Once Caldas            |
| 13  | TV     | David Montoya              | 14 tháng 2, 1978 (25 tuổi)  | Independiente Medellín |
| 14  | TV     | Mauricio Molina            | 30 tháng 4, 1980 (23 tuổi)  | Independiente Medellín |
| 15  | TV     | Rubén Darío Velázquez      | 18 tháng 12, 1975 (27 tuổi) | Once Caldas            |
| 16  | HV     | Rubén Darío Bustos         | 28 tháng 8, 1981 (21 tuổi)  | América de Cali        |
| 17  | TV     | John Javier Restrepo       | 22 tháng 8, 1977 (25 tuổi)  | Independiente Medellín |
| 18  | TĐ     | John Jairo Castillo        | 17 tháng 11, 1977 (25 tuổi) | América de Cali        |

## Costa Rica
Huấn luyện viên:  Steve Sampson
| 0#0 | Vị trí | Cầu thủ           | Ngày sinh và tuổi           | Câu lạc bộ         |
| --- | ------ | ----------------- | --------------------------- | ------------------ |
| 1   | TM     | Álvaro Mesén      | 24 tháng 12, 1972 (30 tuổi) | Alajuelense        |
| 3   | HV     | Luis Marín        | 10 tháng 8, 1974 (28 tuổi)  | Alajuelense        |
| 4   | HV     | Alexander Castro  | 14 tháng 2, 1979 (24 tuổi)  | Alajuelense        |
| 5   | HV     | Gilberto Martínez | 1 tháng 10, 1979 (23 tuổi)  | Brescia Calcio     |
| 6   | HV     | Wilmer López      | 3 tháng 8, 1971 (31 tuổi)   | Alajuelense        |
| 7   | TĐ     | Rolando Fonseca   | 6 tháng 6, 1974 (29 tuổi)   | Alajuelense        |
| 8   | TV     | Mauricio Solís    | 13 tháng 12, 1972 (30 tuổi) | OFI Crete          |
| 10  | TV     | Walter Centeno    | 6 tháng 10, 1974 (28 tuổi)  | AEK Athens         |
| 12  | HV     | Leonardo González | 21 tháng 11, 1980 (22 tuổi) | Herediano          |
| 13  | TV     | Daniel Vallejos   | 27 tháng 5, 1981 (22 tuổi)  | Herediano          |
| 14  | TĐ     | Erick Scott       | 21 tháng 5, 1981 (22 tuổi)  | Alajuelense        |
| 16  | TV     | Try Bennett       | 5 tháng 8, 1975 (27 tuổi)   | Deportivo Saprissa |
| 17  | TĐ     | Steven Bryce      | 16 tháng 8, 1977 (25 tuổi)  | Alajuelense        |
| 19  | HV     | Mauricio Wright   | 20 tháng 12, 1970 (32 tuổi) | AEK Athens         |
| 20  | HV     | Pablo Chinchilla  | 21 tháng 12, 1978 (24 tuổi) | Alajuelense        |
| 21  | TĐ     | Winston Parks     | 12 tháng 10, 1981 (21 tuổi) | Lokomotiv Moskva   |
| 22  | HV     | Carlos Castro     | 10 tháng 9, 1978 (24 tuổi)  | Rubin Kazan        |
| 23  | TM     | Ricardo González  | 6 tháng 3, 1974 (29 tuổi)   | Alajuelense        |

## Cuba
Huấn luyện viên:  Miguel Company
| 0#0 | Vị trí | Cầu thủ             | Ngày sinh và tuổi | Câu lạc bộ        |
| --- | ------ | ------------------- | ----------------- | ----------------- |
| 1   | TM     | Odelin Molina       |                   | FC Villa Clara    |
| 2   | HV     | Nayuri Rivero       |                   | FC Matanzas       |
| 3   | TV     | Yenier Márquez      |                   | FC Villa Clara    |
| 4   | HV     | Silvio Pedro Miñoso |                   | FC Villa Clara    |
| 5   | HV     | Alexander Cruzata   |                   | FC Holguín        |
| 6   | TV     | Liván Pérez         |                   | FC Ciego de Ávila |
| 7   | TV     | Jorge Luis Ramírez  |                   | CF Granma         |
| 8   | TĐ     | Eduardo Morales     |                   | FC Matanzas       |
| 9   | TĐ     | Lazaro Dalcourt     |                   | FC Pinar del Río  |
| 10  | TĐ     | Lester Moré         |                   | FC Ciego de Ávila |
| 11  | TV     | René Estrada        |                   | Industralies      |
| 12  | TM     | Alexis Revé         |                   | FC Villa Clara    |
| 13  | TĐ     | Maykel Galindo      |                   | FC Villa Clara    |
| 14  | TV     | Jaime Colome        |                   | Ciudad Habana     |
| 15  | HV     | Lázaro Ruiz         |                   | FC Villa Clara    |
| 16  | HV     | Reysander Fernández |                   | FC Ciego de Ávila |
| 17  | TĐ     | Pedro Adriani Faife |                   | FC Villa Clara    |
| 18  | TĐ     | Alain Cervantes     |                   | FC Ciego de Ávila |

## El Salvador
Huấn luyện viên:  Juan Ramón Paredes
| 0#0 | Vị trí | Cầu thủ                | Ngày sinh và tuổi           | Câu lạc bộ       |
| --- | ------ | ---------------------- | --------------------------- | ---------------- |
| 1   | TM     | Henry Hernández        | 4 tháng 1, 1985 (18 tuổi)   | Águila           |
| 2   | HV     | William Torres         | 30 tháng 5, 1981 (22 tuổi)  | San Salvador     |
| 3   | HV     | Marvin González        | 17 tháng 4, 1982 (21 tuổi)  | FAS              |
| 4   | HV     | Julio Castro           | 15 tháng 1, 1981 (22 tuổi)  | Arcense          |
| 5   | HV     | Víctor Velásquez       | 12 tháng 4, 1976 (27 tuổi)  | FAS              |
| 6   | TV     | Óscar Navarro          | 13 tháng 1, 1979 (24 tuổi)  | Alianza          |
| 7   | TV     | Ramón Sánchez          | 25 tháng 5, 1982 (21 tuổi)  | Arcense          |
| 8   | TV     | Santos Cabrera         | 1 tháng 11, 1976 (26 tuổi)  | Luis Ángel Firpo |
| 9   | TĐ     | Diego Mejía            | 20 tháng 6, 1982 (21 tuổi)  | Alianza          |
| 11  | HV     | William Torres Alegria | 27 tháng 10, 1976 (26 tuổi) | Águila           |
| 12  | TĐ     | Alexander Campos       | 8 tháng 5, 1980 (23 tuổi)   | Águila           |
| 14  | TĐ     | Rudis Corrales         | 6 tháng 11, 1979 (23 tuổi)  | Municipal Limeño |
| 15  | TV     | Roberto Ochoa          | 10 tháng 3, 1983 (20 tuổi)  | Atlético Balboa  |
| 17  | TV     | Carlos Menjívar        | 13 tháng 4, 1981 (22 tuổi)  | FAS              |
| 18  | TV     | Gilberto Murgas        | 22 tháng 1, 1981 (22 tuổi)  | FAS              |
| 19  | HV     | Alfredo Pacheco        | 1 tháng 12, 1982 (20 tuổi)  | FAS              |
| 21  | HV     | Mauricio Quintanilla   | 31 tháng 10, 1981 (21 tuổi) | Luis Ángel Firpo |
| 22  | TM     | Juan José Gómez        | 11 tháng 8, 1980 (22 tuổi)  | Águila           |
| 24  | TV     | Guillermo Morán        | 12 tháng 2, 1979 (24 tuổi)  | Luis Ángel Firpo |

## Guatemala
Huấn luyện viên:  Víctor Manuel Aguado
| 0#0 | Vị trí | Cầu thủ                  | Ngày sinh và tuổi | Câu lạc bộ                    |
| --- | ------ | ------------------------ | ----------------- | ----------------------------- |
| 1   | TM     | Edgar Estrada            |                   | CSD Comunicaciones            |
| 2   | HV     | Nelson Noel Morales      |                   | Cobán Imperial                |
| 3   | HV     | Rolando Cedeño           |                   | Chiapas                       |
| 4   | HV     | Mynor Iván González      |                   | Southern Methodist University |
| 6   | HV     | Julio César Monterroso   |                   | Juventud Retalteca            |
| 7   | TV     | Fredy Thompson           |                   | CSD Comunicaciones            |
| 8   | HV     | Mario Rafael Rodríguez   |                   | CSD Comunicaciones            |
| 9   | TĐ     | Mario Geovani Acevedo    |                   | CSD Municipal                 |
| 10  | TV     | Freddy García            |                   | Columbus Crew                 |
| 13  | HV     | Nestor Fernando Martínez |                   | CSD Comunicaciones            |
| 14  | TV     | Héctor Aguirre           |                   | Aurora FC                     |
| 15  | TĐ     | Juan Carlos Plata        |                   | CSD Municipal                 |
| 16  | TV     | Martín Machón            |                   | CSD Comunicaciones            |
| 18  | TV     | Gonzalo Antonio Romero   |                   | CSD Municipal                 |
| 19  | HV     | Edgar Everaldo Valencia  |                   | CSD Comunicaciones            |
| 20  | TĐ     | Carlos Ruíz              |                   | Los Angeles Galaxy            |
| 21  | TV     | José Zacarías Antonio    |                   | Juventud Retalteca            |
| 22  | TM     | Paulo César Motta        |                   | Juventud Retalteca            |

## Honduras
Huấn luyện viên:  Edwin Pavón
| 0#0 | Vị trí | Cầu thủ               | Ngày sinh và tuổi | Câu lạc bộ               |
| --- | ------ | --------------------- | ----------------- | ------------------------ |
| 3   | HV     | Ninrod Medina         |                   | Club Deportivo Zacatepec |
| 4   | HV     | Milton Palacios       |                   | Club Deportivo Olimpia   |
| 5   | HV     | Erick Vallecillo      |                   | Real C.D. España         |
| 6   | HV     | Jaime Rosales         |                   | Real C.D. España         |
| 7   | TĐ     | David Suazo           |                   | Cagliari                 |
| 9   | TĐ     | Jairo Martínez        |                   | Club Deportivo Motagua   |
| 10  | TV     | Julio César de León   |                   | Reggina                  |
| 11  | TĐ     | Wilmer Velasquez      |                   | Club Deportivo Olimpia   |
| 13  | TĐ     | Emil Martínez         |                   | Club Deportivo Marathón  |
| 14  | HV     | Rony Morales          |                   | Club Deportivo Platense  |
| 16  | TV     | Danilo Turcios        |                   | Tecos UAG                |
| 17  | HV     | Javier Omar Martínez  |                   | Club Deportivo Marathón  |
| 19  | HV     | Edgar Álvarez         |                   | Club Deportivo Platense  |
| 21  | TĐ     | Walter Hernández      |                   | Club Deportivo Platense  |
| 22  | TM     | John Alston Bodden    |                   | Club Deportivo Victoria  |
| 23  | TV     | Oscar Armando Bonilla |                   | Club Deportivo Olimpia   |
| 24  | TV     | Luis Eduardo Guifarro |                   | Club Deportivo Marathón  |
| 25  | TM     | Víctor Coello         |                   | Club Deportivo Marathón  |

## Jamaica
Huấn luyện viên:  Carl Brown
| 0#0 | Vị trí | Cầu thủ           | Ngày sinh và tuổi           | Câu lạc bộ          |
| --- | ------ | ----------------- | --------------------------- | ------------------- |
| 3   | HV     | Damion Stewart    | 18 tháng 8, 1980 (22 tuổi)  | Harbour View        |
| 6   | HV     | Michael Johnson   | 4 tháng 7, 1973 (30 tuổi)   | Birmingham City     |
| 8   | TV     | Jamie Lawrence    | 8 tháng 3, 1970 (33 tuổi)   | Walsall             |
| 9   | TV     | Andrew Williams   | 23 tháng 9, 1977 (25 tuổi)  | Chicago Fire        |
| 10  | TĐ     | Darren Byfield    | 29 tháng 9, 1976 (26 tuổi)  | Rotherham United    |
| 11  | TV     | Theodore Whitmore | 5 tháng 8, 1972 (30 tuổi)   | Seba United         |
| 13  | TM     | Aaron Lawrence    | 11 tháng 8, 1970 (32 tuổi)  | Reno                |
| 14  | HV     | Tyrone Marshall   | 12 tháng 11, 1974 (28 tuổi) | LA Galaxy           |
| 15  | TV     | Ricardo Gardner   | 25 tháng 9, 1978 (24 tuổi)  | Bolton Wanderers    |
| 16  | HV     | Gerald Neil       | 22 tháng 8, 1978 (24 tuổi)  | Arnett Gardens      |
| 17  | HV     | Marco McDonald    | 31 tháng 8, 1977 (25 tuổi)  | Tivoli Gardens      |
| 18  | TV     | Richard Langley   | 27 tháng 12, 1979 (23 tuổi) | Queens Park Rangers |
| 19  | TĐ     | Fabian Taylor     | 13 tháng 4, 1980 (23 tuổi)  | Harbour View        |
| 20  | HV     | Omar Daley        | 25 tháng 4, 1981 (22 tuổi)  | Hazard United       |
| 22  | HV     | Craig Ziadie      | 20 tháng 9, 1978 (24 tuổi)  | MetroStars          |
| 25  | HV     | Claude Davis      | 6 tháng 3, 1979 (24 tuổi)   | Hazard United       |
| 30  | TM     | Donovan Ricketts  | 7 tháng 6, 1977 (26 tuổi)   | Village United      |
| 31  | TĐ     | Onandi Lowe       | 2 tháng 12, 1974 (28 tuổi)  | Rushden & Diamonds  |

## Martinique
Huấn luyện viên:  Théodore Antonin
| 0#0 | Vị trí | Cầu thủ                 | Ngày sinh và tuổi | Câu lạc bộ         |
| --- | ------ | ----------------------- | ----------------- | ------------------ |
| 1   | TM     | Jean-François Go        |                   | Case-Pilote        |
| 2   | HV     | Laurent Lagrand         |                   | Club Franciscain   |
| 4   | HV     | Judes Vaton             |                   | Samaritaine        |
| 5   | TĐ     | Patrick Percin          |                   | Club Franciscain   |
| 6   | TV     | Gaël Đức                |                   | Samaritaine        |
| 7   | TĐ     | Yann Girier-Dufournier  |                   | Rivière-Pilote     |
| 8   | HV     | David Dicanot           |                   | Club Franciscain   |
| 10  | TĐ     | José Goron              |                   | Case-Pilote        |
| 11  | TĐ     | Miguel Duragrin         |                   | Etendard           |
| 12  | HV     | Stéphane Suedile        |                   | Golden Star        |
| 14  | TV     | Jean-Michel Michaud     |                   | Samaritaine        |
| 15  | HV     | Willy Padoly            |                   | Aiglon du Lamentin |
| 16  | TV     | Jean Victor Lavril      |                   | Case-Pilote        |
| 17  | HV     | William Anin            |                   | Club Franciscain   |
| 18  | TV     | Roberto Cinna           |                   | Stade Spiritain    |
| 20  | TĐ     | Dominique Reyal         |                   | Club Franciscain   |
| 21  | TV     | Charles-Édouard Coridon |                   | Lens               |
| 24  | TM     | Eddy Heurlie            |                   | Troyes             |

## México
Huấn luyện viên:  Ricardo La Volpe
| 0#0 | Vị trí | Cầu thủ              | Ngày sinh và tuổi          | Câu lạc bộ    |
| --- | ------ | -------------------- | -------------------------- | ------------- |
| 1   | TM     | Oswaldo Sánchez      | 21 tháng 9, 1973 (29 tuổi) | Guadalajara   |
| 2   | TV     | Fernando Salazar     | 13 tháng 7, 1979 (23 tuổi) | Atlas         |
| 3   | HV     | Omar Briceño         | 30 tháng 1, 1978 (25 tuổi) | Tigres UANL   |
| 4   | HV     | Rafael Márquez       | 13 tháng 2, 1979 (24 tuổi) | Barcelona     |
| 5   | HV     | Ricardo Osorio       | 30 tháng 3, 1981 (22 tuổi) | Cruz Azul     |
| 6   | TV     | Octavio Valdez       | 7 tháng 12, 1973 (29 tuổi) | C.F. Pachuca  |
| 7   | TĐ     | Omar Bravo           | 4 tháng 3, 1980 (23 tuổi)  | Guadalajara   |
| 8   | TV     | Pável Pardo          | 26 tháng 7, 1976 (26 tuổi) | América       |
| 9   | TĐ     | Jared Borgetti       | 14 tháng 8, 1973 (29 tuổi) | Santos Laguna |
| 10  | TV     | Miguel Zepeda        | 25 tháng 5, 1976 (27 tuổi) | Cruz Azul     |
| 11  | TĐ     | Daniel Osorno        | 16 tháng 3, 1979 (24 tuổi) | Atlas         |
| 12  | TM     | Óscar Pérez          | 1 tháng 2, 1973 (30 tuổi)  | Cruz Azul     |
| 14  | TV     | Luis Pérez           | 12 tháng 1, 1981 (22 tuổi) | Monterrey     |
| 15  | TV     | Juan Pablo Rodríguez | 7 tháng 8, 1979 (23 tuổi)  | Atlas         |
| 16  | HV     | Mario Méndez         | 1 tháng 6, 1979 (24 tuổi)  | Atlas         |
| 18  | HV     | Salvador Carmona     | 22 tháng 8, 1975 (27 tuổi) | Toluca        |
| 20  | TV     | Rafael García        | 14 tháng 8, 1974 (28 tuổi) | Toluca        |
| 21  | TĐ     | Jesus Arellano       | 8 tháng 3, 1973 (30 tuổi)  | Monterrey     |

## Hoa Kỳ
Huấn luyện viên:  Bruce Arena
| 0#0 | Vị trí | Cầu thủ           | Ngày sinh và tuổi           | Câu lạc bộ           |
| --- | ------ | ----------------- | --------------------------- | -------------------- |
| 2   | HV     | Frankie Hejduk    | 5 tháng 8, 1974 (28 tuổi)   | Columbus Crew        |
| 3   | HV     | Greg Vanney       | 11 tháng 6, 1974 (29 tuổi)  | Bastia               |
| 4   | HV     | Carlos Bocanegra  | 25 tháng 5, 1979 (24 tuổi)  | Chicago Fire         |
| 6   | HV     | Cory Gibbs        | 14 tháng 1, 1980 (23 tuổi)  | FC St. Pauli         |
| 7   | TV     | Eddie Lewis       | 17 tháng 5, 1974 (29 tuổi)  | Preston North End    |
| 8   | TV     | Earnie Stewart    | 28 tháng 3, 1969 (34 tuổi)  | D.C. United          |
| 10  | TV     | Claudio Reyna     | 20 tháng 7, 1973 (29 tuổi)  | Sunderland           |
| 11  | TĐ     | Clint Mathis      | 25 tháng 11, 1976 (26 tuổi) | MetroStars           |
| 12  | HV     | Dan Califf        | 17 tháng 3, 1980 (23 tuổi)  | LA Galaxy            |
| 13  | TV     | Richard Mulrooney | 3 tháng 11, 1976 (26 tuổi)  | San Jose Earthquakes |
| 15  | HV     | Bobby Convey      | 27 tháng 5, 1983 (20 tuổi)  | D.C. United          |
| 17  | TV     | DaMarcus Beasley  | 24 tháng 5, 1982 (21 tuổi)  | Chicago Fire         |
| 18  | TM     | Kasey Keller      | 29 tháng 11, 1969 (33 tuổi) | Tottenham Hotspur    |
| 19  | TV     | Steve Ralston     | 14 tháng 6, 1974 (29 tuổi)  | New Anh Revolution   |
| 20  | TĐ     | Brian McBride     | 19 tháng 6, 1972 (31 tuổi)  | Columbus Crew        |
| 21  | TĐ     | Landon Donovan    | 4 tháng 3, 1982 (21 tuổi)   | San Jose Earthquakes |
| 24  | TM     | Adin Brown        | 27 tháng 5, 1978 (25 tuổi)  | New Anh Revolution   |
| 25  | TV     | Pablo Mastroeni   | 26 tháng 8, 1976 (26 tuổi)  | Colorado Rapids      |